# Paola (Kansas)
Pour les articles homonymes, voir Paola.
La ville de Paola (en anglais [peɪ̪ˈoʊ̪lə]) est le siège du comté de Miami, situé dans l’État du Kansas, aux États-Unis. Lors du recensement de 2010, elle comptait 5 602 habitants.

## Démographie
| Groupe            | Paola | Kansas | États-Unis |
| ----------------- | ----- | ------ | ---------- |
| Blancs            | 93,5  | 83,8   | 72,4       |
| Métis             | 2,5   | 3,0    | 2,9        |
| Afro-Américains   | 2,4   | 5,9    | 12,6       |
| Amérindiens       | 0,7   | 1,0    | 0,9        |
| Autres            | 0,9   | 6,3    | 11,2       |
| Total             | 100   | 100    | 100        |
|                   |       |        |            |
| Latino-Américains | 3,0   | 10,5   | 16,4       |

Selon l’American Community Survey, pour la période 2011-2015, 97,94 % de la population âgée de plus de 5 ans déclare parler l'anglais à la maison et 2,06 % déclare parler l'espagnol.

## Climat
Le climat de Paola est de type subtropical humide, abrégé Cfa selon la classification de Köppen.

## Source
- (en) Cet article est partiellement ou en totalité issu de l’article de Wikipédia en anglais intitulé « Paola, Kansas » (voir la liste des auteurs).

1. ↑  (en) « Paola, KA Population - Census 2010 and 2000 », sur censusviewer.com.
2. ↑  (en) « Population of Kansas - Census 2010 and 2000 », sur censusviewer.com.
3. ↑  (en) « Language spoken at home by ability to speak English for the population 5 years and over », sur data.census.gov.